# Blodets bånd
Blodets bånd er en dansk dokumentarfilm fra 2013, der er instrueret af Christian Sønderby Jepsen og Pernille Bervald Jørgensen. Filmen havde forpremiere i Hadsund KulturCenter den 4. juni 2013, og premiere i resten af Danmark den 5. juni 2013. Filmen fortæller en historie om, hvor hårdt det har været for børnene i en familie, der har været fuld af alkoholisme, vold og fravær, hvilket har resulteret i tvangsfjerning. 
Filmen fik hen over sommeren 2013, mere end 8000 danskere til at gå i biografen for at se dokumentarfilmen.

## Om filmen
Svend er en karismatisk mand på 58 år. Han har gennem sit liv fået 16 børn, fordi han arbejdede i et omrejsende tivoli. Svend er kendt som den hyggelige, sjove mand i den by, han bor i - Hadsund. Men bag hjemmets fire vægge ser det dog helt anderledes ud. Filmen vil følge en anderledes familie i en tid, hvor Svends 4 yngste børn flytter hjemmefra og forsøger at skabe en tilværelse på egen hånd. 
De fire yngste børn blev tvangsfjernet som små, grundet druk og vold i hjemmet. Forældrene er fraværende og benægtende, så det er svært for dem at få svar på hvorfor de blev fjernet. Svend kontakter kommunen og får tilsendt sagsakterne fra dengang – og han begynder langsomt at huske sin fortid. 

## Eksterne Henvisninger
- Blodets bånd på Internet Movie Database (engelsk)
- Blodets bånd på Filmdatabasen
- Blodets bånd på Scope
- Blodets bånd på MovieMeter (nederlandsk)
- Blodets bånd på The Movie Database (engelsk)
- Blodets bånd på Filmaffinity (engelsk)

| Dokumentarfilm | Spire Denne dokumentarfilm-artikel er en spire som bør udbygges. Du er velkommen til at hjælpe Wikipedia ved at udvide den. |